# Hannelore Wirth-Vonbrunn
Hannelore Wirth-Vonbrunn (geboren 6. Juni 1953) ist eine deutsche Juristin und ehemalige Richterin.

## Beruflicher Werdegang
Am 1. Juli 1980 trat Hannelore Wirth-Vonbrunn in den Bayerischen Justizdienst ein. Dort war sie bis Ende Juni 1984 als Verwaltungsrichterin und als Landesanwältin tätig.
Am 1. Juli 1984 wurde sie als Wissenschaftliche Mitarbeiterin an das Bundesverwaltungsgericht abgeordnet.
Am 20. Oktober 1986 trat sie in den Hamburgischen Justizdienst ein. Dort arbeitete sie bis Ende November 1991 als Richterin am Landgericht Hamburg. Es folgte eine dreijährige Abordnung als Wissenschaftliche Mitarbeiterin an das Bundesverfassungsgericht bis Ende Dezember 1994.
Daran anschließend war sie wieder als Richterin am Landgericht Hamburg tätig und wurde Im April 1999 zur Richterin am Finanzgericht Hamburg ernannt. Neben ihrer Tätigkeit als Spruchrichterin, zuletzt im 6. Senat, war Hannelore Wirth-Vonbrunn seit der Einführung des Güterichters im finanzgerichtlichen Verfahren auch in dieser Funktion tätig. Sie hatte wesentlichen Anteil an der Etablierung dieser Verfahrensalternative beim Finanzgericht Hamburg.
Daneben war sie seit dem 1. Januar 1997 Richterin am Disziplinargericht Hamburg.
Die SPD-Fraktion schlug im Jahr 2000 der Bürgerschaft Hannelore Wirth-Vonbrunn als Mitglied des Hamburgischen Verfassungsgerichts vor. Im Juli 2000 wurde die Juristin in das Amt gewählt. Am 10. Mai 2006 wurde sie mit 97 von 114 gültigen Stimmen bei 15 Nein-Stimmen und 2 Enthaltungen für eine zweite Amtszeit Mitglied des Gerichts.
Zum 31. Januar 2017 trat Hannelore Wirth-Vonbrunn in den Ruhestand.

## Ämter und Mitgliedschaften
- Seit 2019: Mitglied der Ethikkommission der Ärztekammer Hamburg[5][6]

## Minderheitsvoten
2007 entschied das Hamburgische Verfassungsgericht über die Aushebelung eines Volksentscheids durch die Bürgerschaft. Zu klären war, ob ein Verfassungsverstoß darin zu sehen sei, dass und wie die CDU-Bürgerschaftsmehrheit das im Volksentscheid durchgesetzte veränderte Wahlrecht durch das Wahländerungsgesetz verändern wollte. Die Mehrheit der Richtenden hielt nur die im Gesetz enthaltene Relevanzschwelle für die Wahlkreiskandidaten für verfassungswidrig, da die Wähler in die Irre geführt würden, nicht aber das Gesetz an sich. In einem Minderheitsvotum argumentierten jedoch die Richterinnen Carola von Paczensky und Hannelore Wirth-Vonbrunn: Ihrer Einschätzung nach seien an ein Wahlrecht „erhöhte Ansprüche an die Organtreue“ zu stellen. Warum das durch Volksentscheid durchgesetzte Wahlrecht nicht zur Anwendung kommen dürfe, habe nicht einmal die CDU-Fraktion begründet.
2011 war beim Hamburgischen Verfassungsgericht ein Verfahren zum Schul-Volksentscheid anhängig. Zwar wurde der Antrag auf Anfechtung des Volksentscheides zur Schulreform mit einer Mehrheit von einer Stimme abgelehnt, doch in einem Sondervotum legten die vier Unterlegenen, darunter Hannelore Wirth-Vonbrunn, ihre abweichende Meinung dar. Unter anderem sei das Haushaltsrecht des Parlaments verletzt worden.